# Teach Children To Worship Satan
Teach children to worship Satan es un álbum del grupo Dark Funeral. Dark Funeral hizo este tributo, como homenaje a bandas tracendentales para el black metal y de gran inspiración para ellos desde sus comienzos. Este álbum gustó mucho a los fanes, que entienden que los álbumes tributo son para recordar los tiempos de la vieja escuela del género, con bandas como Sodom, King Diamond, Slayer y Mayhem, y presenta también nuevos temas del próximo álbum llamado Diabolis interium.

## Listado de canciones
1. «An apprentice of Satan» - (6:05)
2. «The trial» (King Diamond) - (5:26)
3. «Dead skin mask» (Slayer) - (4:46)
4. «Remember the fallen» (Sodom) - (4:15)
5. «Pagan fears» (Mayhem) - (6:31)

## Créditos
- Lord Ahriman - guitarra
- Emperor Magus Caligula - voz y bajo
- Dominion - guitarra
- Gaahnfaust - batería